# Dungeon Crawl Stone Soup
『ダンジョンクロウルストーンスープ』(Dungeon Crawl Stone Soup)はローグライクゲームの一種で、『Dungeon Crawl』から派生したヴァリアント。タイル表示、マウス移動に対応し、自由ソフトウェアとして配布されている。一般的な略称はDCSS、またはStone Soupなど。

## 概要
2006年9月にVer0.1が公開された。以後も更新は続いており、2018年8月時点での最新の安定バージョンは0.23.2。コンソール版とタイル版の両方が配布されており、WindowsやMac、Linuxの他、Androidにも対応している。
また、ネットに繋いでいればブラウザ上でもプレイが可能(通称WebTile)。リアルタイムで視聴出来る上、プレーヤーと視聴者間でのチャット機能も備えている。日本人用のサーバーもある。
難易度はバージョン更新で常に変動する為断定は出来ないが、最新版の時点では本家『Dungeon Crawl』に比べるとかなりピーキーとの評価が多い。

## システム
基本的な部分は『Dungeon Crawl』と変わりはないが、タイル版ではインターフェースが追加され利便性が劇的に向上している。マウスのみでもほぼ全てを賄えるまでになっており、初心者は従来の大量のキー配置に戸惑うことなく、スムーズにプレイすることが出来る。

## 追加要素
基本的なゲームルール以外は様々な変更が為されているが、主に代表的なものを紹介する。
新たなゲームモードの追加
Sprint … 指定されたマップからゾットのオーブを持ち帰り脱出を目指す。
Zot Defense … 指定されたマップで敵からゾットのオーブを守護する。0.16で削除。
新種族の追加
本家で性能が似通っていたいくつかの種族は抹消され、代わりにユニークな特徴を持った種族が増えた。以下は追加された種族の一部。
Vampire(吸血鬼)…空腹度によって耐性などのステータスが変わる。食料の類は一切食べられず、血液を摂取する事で空腹を満たす。
Octopode(タコ)…防具を装備出来ない代わりに、通常2つまでしか装備出来ない指輪を8つも装備出来る。
信仰神の追加
旧来の神に加え、新たな信仰神が追加された。以下はその一例。
Cheibriados … プレイヤーの移動速度を遅くする代わりに様々な恩恵を与えてくれる。
Jiyva … スライムの神様。ダンジョン中のアイテムをスライムに食べさせることで信仰値や恩恵を得ることが出来る。
ポータルの追加
ダンジョン内にランダムで出現する異空間への入り口。中にはモンスターやお宝が眠っている。また一部を除き一定時間が経つと、ポータル自体が消滅してしまう。